# Péristyle de Montpensier
La péristyle de Montpensier est une voie située dans le 1er arrondissement de Paris, en France.